# 永福県
永福県（えいふく-けん）は中華人民共和国広西チワン族自治区桂林市に位置する県。

## 行政区画
6つの鎮、3の郷を管轄する。
| 区分 | 数 | 名称                                      |
| ---- | -- | ----------------------------------------- |
| 鎮   | 6  | 永福鎮 羅錦鎮 百寿鎮 蘇橋鎮 三皇鎮 堡里鎮 |
| 郷   | 3  | 広福郷 永安郷 竜江郷                      |

## 交通

### 鉄道
- 中国国家鉄路集団
  - 衡柳線
    - 永福南駅

### 道路
- 高速道路
  -  泉南高速道路
  -  桂河高速道路（中国語版）
- 国道
  - G322国道
  - G357国道（中国語版）